# Frans Verbeeck (peintre)
Ne pas confondre avec le coureur cycliste Frans Verbeeck
Pour les articles homonymes, voir Verbeeck.
Frans Verbeeck (ou Verbeek, ou Verbeke), né vers 1510 et mort à Malines le 24 juillet 1570 est un peintre flamand actif à Malines au milieu XVIe siècle.

## Biographie

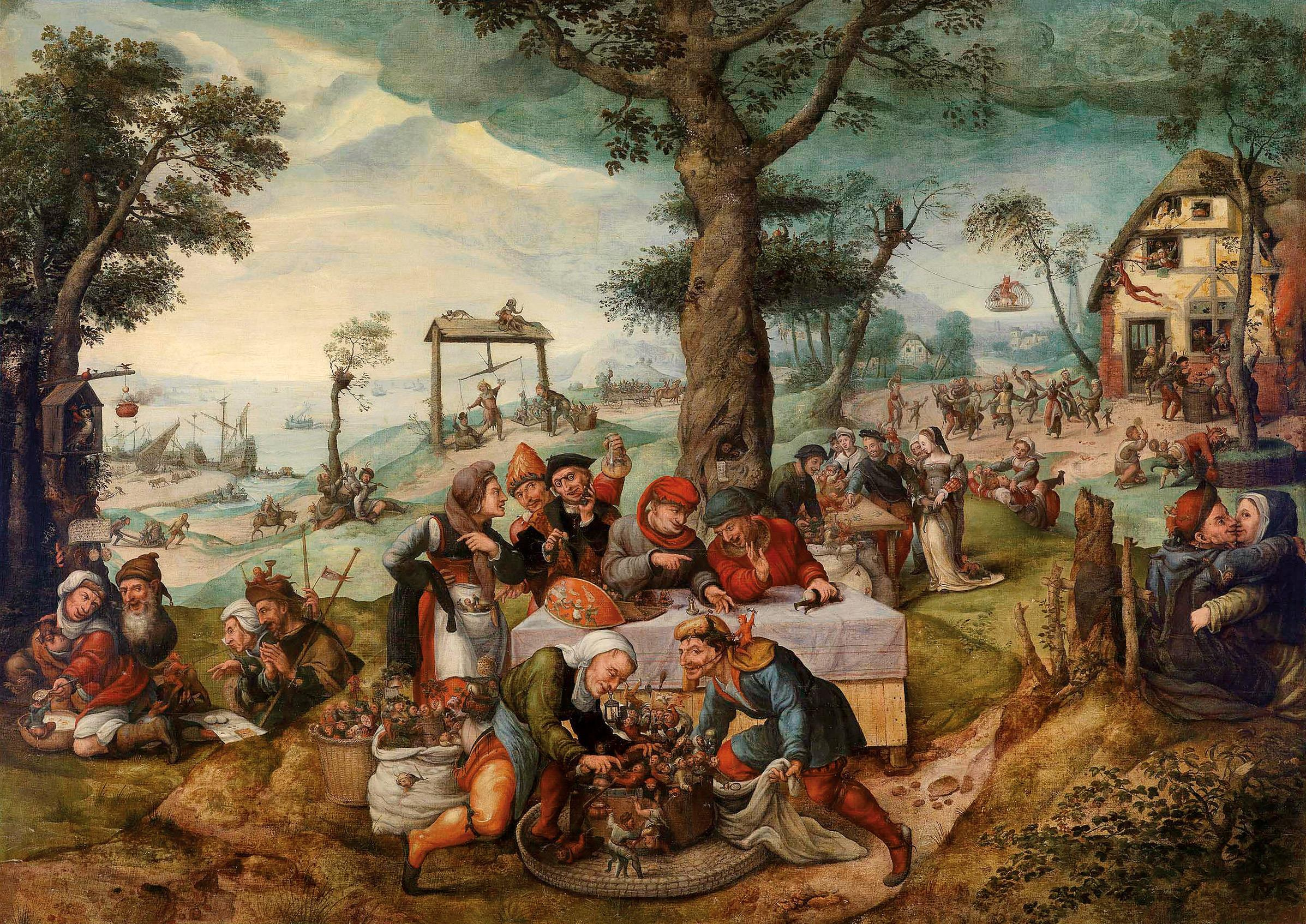
Frans Verbeeck, Le Marché aux fous, vendu au Dorotheum en 2014.

Fils d'un certain Charles Verbeeck, Frans Verbeeck est l'élève de Frans Crabbe van Espleghen ou N. Frans (vers 1480-1553), dit Frans Minnebroer (« François le récollet »), peintre actif à Malines dans la première moitié du XVIe siècle. Son frère aîné Philippe et ses deux fils, Karel (Charles) et Jan (Jean), étaient également peintres. Les sources mentionnent plusieurs Jan Verbeeck, dont un « Hans de Malines » mort après 1613.
Reçu franc-maître de la guilde de Saint-Luc de Malines le 25 août 1531, Frans Verbeeck en est doyen en 1563-1565. Carel van Mander évoque son habileté à traiter à la détrempe des « diableries » dans la veine de Jérôme Bosch ainsi que des noces villageoises et autres « drôleries » ou allégories moralisatrices.
Frans Verbeeck est probablement apparenté à deux peintres malinois homonymes. Le premier est mort en 1535 tandis que le second a été admis comme franc-maître en 1553.

## Œuvres attribuées à Frans ou Jan Verbeeck
- Le Marché aux fous (ou Satire de la folie humaine), huile sur toile, 135 cm x 188 cm, vendu au Dorotheum pour 3 035 000 euros en 2014 (une petite réplique d'atelier a été vendue dans la même salle en 2007).
- Fustigation de la paresse et louange de l'amour du travail, 1569, plume et lavis sur papier, 20,5 cm x 28,3 cm, British Museum.
- Critique de l'amour du gain et de l'inimitié réciproque régnant entre les classes sociales et les métiers, plume et lavis sur papier, 19,5 cm x 28,2 cm, British Museum.
- Fustigation des maris soumis et des épouses dominatrices, aquarelle sur toile, 106 cm x 150 cm, Madrid, collection privée.
- Saint Christophe, autrefois à Malines[1].
- Parabole du maître de la vigne, autrefois à l'église Sainte-Catherine de Malines[1].
- L'Hiver, vu par Van Mander avant sa vente[1].